# Richard McKinney
Richard „Rick” McKinney (ur. 12 października 1953w Decatur) – amerykański łucznik sportowy. Dwukrotny srebrny medalista olimpijski.
Brał udział w czterech igrzyskach olimpijskich. Pierwszy raz wystartował w Montrealu w 1976. Osiem lat później w Los Angeles w 1984 zdobył swój pierwszy srebrny medal, przegrywając jedynie z Darrellem Pacem. Kolejny srebrny krążek wywalczył w Seulu w drużynie. Był także ośmiokrotnym mistrzem świata (3 razy indywidualnie i 5 razy w drużynie).

## Starty olimpijskie (medale)
Los Angeles 1984
- konkurs indywidualny –  srebro

Seul 1988
- konkurs drużynowy –  srebro

## Starty w igrzyskach panamerykańskich
San Juan 1979
- konkurs drużynowy –  złoto

Caracas 1983
- konkurs indywidualny –  srebro
- konkurs drużynowy –  złoto

Indianapolis 1987
- konkurs drużynowy –  złoto